# Saint-Aubin-du-Perron
Saint-Aubin-du-Perron ist eine Ortschaft und eine ehemalige französische Gemeinde mit 221 Einwohnern (Stand: 1. Januar 2022) im Département Manche in der Region Normandie. Sie gehörte zum Arrondissement Coutances sowie zum Kanton Agon-Coutainville.
Mit Wirkung vom 1. Januar 2019 wurden die früher selbstständigen Gemeinden Saint-Sauveur-Lendelin, Ancteville, La Ronde-Haye, Le Mesnilbus, Saint-Aubin-du-Perron, Saint-Michel-de-la-Pierre und Vaudrimesnil zur Commune nouvelle Saint-Sauveur-Villages zusammengeschlossen und haben in der neuen Gemeinde den Status einer Commune déléguée. Der Verwaltungssitz befindet sich im Ort Saint-Sauveur-Lendelin.

## Geographie
Die Commune déléguée liegt im Regionalen Naturpark Marais du Cotentin et du Bessin. Das hügelige Gebiet wird von zahlreichen Bächen durchzogen und ist geprägt von den Wallhecken der Bocage. An der südwestlichen Gemeindegrenze verläuft der Bach Ruisseau de la Liotterie, sammelt einige namenlose Zuflüsse und mündet schließlich in die Taute.
Nachbarorte von Saint-Aubin-du-Perron sind Saint-Martin-d’Aubigny im Norden und Osten, Le Mesnilbus im Südosten, Saint-Michel-de-la-Pierre im Süden, Saint-Sauveur-Lendelin im Südwesten sowie Vaudrimesnil und Périers im Nordwesten.

## Toponomie
Wie viele Orte im Département ist auch Saint-Aubin nach einem Heiligen benannt, wahrscheinlich nach dem Heiligen Albin von Angers. Le Perron (wörtlich „die Plattform“) ist ein Herrenhaus in der Nähe.

## Geschichte
1823 gab die Gemeinde einen Teil ihres Territoriums für die Neugründung der Gemeinde Le Mesnilbus ab.

### Bevölkerungsentwicklung
| Jahr      | 1962 | 1968 | 1975 | 1982 | 1990 | 1999 | 2006 | 2011 |
| --------- | ---- | ---- | ---- | ---- | ---- | ---- | ---- | ---- |
| Einwohner | 349  | 335  | 310  | 259  | 210  | 219  | 218  | 242  |

## Religion
Im ehemaligen Pfarrhaus ist ein Freizeitheim der Protestantischen Kirche Frankreichs untergebracht.

## Persönlichkeiten
- Madeleine Desdevises (1967–1982), Hauptdarstellerin im Film La Drôlesse von Jacques Doillon.